# Cronologia mecanicii clasice
Cronologia mecanicii clasice:

## Mecanica timpurie
- Secolul IV î.Hr. – Aristotel inventează sistemul fizicii aristotelice, care, ulterior, este respins în mare măsură.
- Secolul IV î.Hr. – Astronomi babilonieni calculează poziția lui Jupiter folosind teorema vitezei medii.[1]
- 260 î.Hr. – Arhimede lucrează la principiul pârghiei și leagă flotabilitatea de greutate.
- 60 – Heron din Alexandria scrie Metrica, Mecanica (mijloace pentru ridicarea obiectelor grele) și Pneumatica (mașinile care lucrează sub presiune).
- 350 – Themistius afirmă că frecarea statică este mai mare decât frecarea cinetică.[2]
- Secolul VI – Ioan Filopon spune că, prin observație, două bile cu greutăți foarte diferite vor cădea la aceeași viteză. Prin urmare, el testează principiul echivalenței.
- 1021 – Al-Biruni  folosește trei coordonate ortogonale pentru a descrie punctul în spațiu.[3]
- 1000-1030 – Alhazen și Avicenna  dezvoltă conceptele de inerție și impuls.
- 1100-1138 – Avempace dezvoltă conceptul de forță de reacție.[4]
- 1100-1165 – Hibat Allah Abu'l-Barakat al-Baghdaadi  descoperă că forța este proporțională cu accelerația și nu cu viteza, o lege fundamentală în mecanica clasică.[5]
- 1121 – Al-Khazini publică Cartea echilibrului înțelepciunii, în care dezvoltă conceptele gravitației la distanță. El sugerează că gravitația variază în funcție de distanța față de centrul universului și anume Pământul.[6]
- 1340-1358 – Jean Buridan dezvoltă teoria impetus-ului.
- Secolul XIV – Calculatoare ale Colegiului Merton și colaboratori francezi dovedesc teorema vitezei medii.
- Secolul XIV – Nicole Oresme a derivat legea pătratului timpului pentru o schimbare uniformă accelerată.[7]  Oresme a considerat însă această descoperire ca un exercițiu pur intelectual care nu are nici o relevanță pentru descrierea fenomenelor naturale și, în consecință, nu a recunoscut nici o legătură cu mișcarea corpurilor accelerate.[8]
- 1500-1528 – Al-Birjandi dezvoltă teoria „inerției circulare” pentru a explica rotația Pământului.[9]
- Secolul XVI – Francesco Beato și Luca Ghini contrazic experimental concepția aristotelică asupra căderii libere.[10]
- Secolul XVI – Domingo de Soto sugerează că, corpurile care intră printr-un mediu omogen sunt accelerate uniform.[11][12] Cu toate acestea, Soto nu a anticipat multe dintre calificările și rafinările conținute în teoria lui Galileo despre corpurile care se încadrează. El nu a recunoscut, de exemplu, așa cum a făcut Galileo, că un corp va cădea cu o accelerație strict uniformă doar în vid și că, în caz contrar, va ajunge la o viteză terminală uniformă.
- 1581 – Galileo Galilei observă proprietatea de cronometrare a pendulului.
- 1589 – Galileo Galilei  folosește bile care se rostogolesc pe planuri înclinate pentru a arăta că greutăți diferite cad cu aceeași accelerație.
- 1638 – Galileo Galilei publică  Dialoguri cu privire la două științe noi (care erau știința materialelor și cinematică) unde dezvoltă, printre altele, transformarea galileană.
- 1645 – Ismaël Bullialdus susține că „gravitația” slăbește proporțional cu pătratul invers al distanței.[13]
- 1651 – Giovanni Battista Riccioli și Francesco Maria Grimaldi descoperă Forța Coriolis.
- 1658 – Christiaan Huygens descoperă experimental că bilele plasate oriunde în interiorul unei cicloide inversate ating cel mai jos punct al cicloidei în același timp și, prin urmare, arată experimental că cicloida este tautocronă.
- 1668 – John Wallis sugerează legea conservării impulsului.
- 1676-1689 – Gottfried Leibniz dezvoltă conceptul de vis viva, o teorie limitată a conservării energiei.

## Formarea mecanicii clasice (denumită uneori mecanica newtoniană)
- 1687 – Isaac Newton  publică Philosophiae Naturalis Principia Mathematica, în care formulează legile mișcării și legea atracției universale.
- 1690 – Jakob Bernoulli arată că cicloida este soluția problemei tautocrone.
- 1691 – Johann Bernoulli arată că un lanț agățat în două puncte va forma o catenară.
- 1691 – James Bernoulli arată că curba catenară are cel mai coborât centru de greutate al oricărui lanț agățat în două puncte.
- 1696 – Johann Bernoulli arată că cicloida este soluția problemei brahistocronă.
- 1707 – Gottfried Leibniz dezvoltă principiul acțiunii minime.
- 1733 – Daniel Bernoulli obține frecvența fundamentală și armonicile unui lanț suspendat prin rezolvarea unei ecuații diferențiale obișnuite.
- 1734 – Daniel Bernoulli rezolvă ecuația diferențială obișnuită pentru vibrațiile unei bare elastice fixate la un capăt.
- 1739 – Leonhard Euler rezolvă ecuația diferențială ordinară pentru un oscilator armonic și observă rezonanța.
- 1742 – Colin Maclaurin descoperă sferoidele Maclaurin.
- 1743 – Jean le Rond d'Alembert publică "Traite de Dynamique", în care introduce conceptul de forță generalizată și Principiul lui D'Alembert
- 1747 – d'Alembert și Alexis Clairaut publică primele soluții aproximative ale problemei cu 3 corpuri.
- 1749 – Leonhard Euler obține ecuația pentru Forța Coriolis.
- 1759 – Leonhard Euler rezolvă ecuația cu derivate parțiale a oscilațiilor unei membrane pătrate.
- 1764 – Leonhard Euler găsește una dintre soluțiile funcției Bessel.
- 1776 – John Smeaton publică o lucrare cu privire la experimente referitoare la putere, lucru mecanic, impuls și energie cinetică și susține conservarea energiei.
- 1788 – Joseph Louis Lagrange prezintă ecuațiile Lagrange în Méchanique Analitique.
- 1789 – Antoine Lavoisier afirmă legea conservării masei.
- 1803 – Louis Poinsot dezvoltă ideea conservării momentului cinetic (acest rezultat era cunoscut anterior doar în cazul conservării vitezei areolare).
- 1813 – Peter Ewart susține ideea conservării energiei în lucrarea sa On the measure of moving force.
- 1821 – William Hamilton începe analiza funcției caracteristice a lui Hamilton și ecuația Hamilton–Jacobi.
- 1829 – Carl Friedrich Gauss prezintă principiul constrângerii minime.
- 1834 – Carl Jacobi descoperă elipsoidele Jacobi.
- 1835 – William Hamilton afirmă ecuațiile canonice ale lui Hamilton.
- 1838 – Liouville  începe lucrul la teorema lui Liouville.
- 1841 – Julius Robert von Mayer, un om de știință amator, scrie o lucrare despre conservarea energiei, dar lipsa lui de pregătire academică duce la respingerea ei.
- 1847 – Hermann von Helmholtz afirmă formal legea conservării energiei.
- prima jumătate a secolului al XIX-lea - Cauchy dezvoltă ecuația impulsului și tensorul de tensiune.
- 1851 – Léon Foucault arată rotația Pământului cu un pendul imens. (Pendul Foucault)
- 1870 – Rudolf Clausius deduce tereorema virialului.
- 1902 – James Jeans găsește scara lungimii necesare pentru ca tulburările gravitaționale să crească într-un mediu static aproape omogen.
- 1915 – Emmy Noether demonstrează teorema lui Noether⁠(d), din care se deduc legile de conservare.
- 1952 – Parker dezvoltă forma tensorială a teoremei virialului.[14]
- 1978 – Vladimir Arnold  afirmă forma exactă a Teoremei Liouville–Arnold.[15]
- 1983 – Mordehai Milgrom propune dinamica newtoniană modificată.